# Стални савјет
Стални савјет (рус. Непременный совет) био је највиши савјетодавни орган у Руској Империји од 1801. до 1810.
Претходник је Државног савјета Руске Империје.

## Историјат
Стални савјет као највиши савјетодавни орган установљен је указом од 30. марта 1801. године (по старом календару) умјесто дотадашњег повременог Савјета при Височајшем двору (рус. Совет при Высочайшем дворе).
Након што је сљедеће године започета тзв. министарска реформа којом су установљена министарства и Комитет министара Руске Империје, значај Сталног савјета је умањен. Комитет министара је постао ужа сједница Сталног савјета и рјешавао је све текуће државне послове док је Стални савјет консултован само за важније ствари.
Стални савјет у оваквом облику је престао са радом након што је 1. јануара 1810. године (по старом календару) формално установљен Државни савјет Руске Империје, један од најзначајнијих државних органа до краја постојања Руске Империје. Незванично, и сам Стални савјет је био познат као „Државни савјет”. Године 1901. свечано је обиљежена стогодишњица оснивања Државног савјета Руске Империје рачунајући управо датум када је основан Стални савјет.

## Састав
У састав Сталног савјета је улазило 12 чланова: генерал-фелдмаршал гроф Салтиков, генерал пјешадије кнез Зубов, генерал пјешадије гроф Зубов, активни тајни савјетник и вицеканцелар кнез Куракин, генерал пјешадије и потпредсједник Војног колегијума Ламб, генерал пјешадије и генерал-прокурор Беклешов, активни тајни савјетник и државни благајник барон Васиљев, генерал коњице и санктпетербуршки војни губернатор гроф фон дер Пален, активни тајни савјетник кнез Лопухин, активни тајни савјетник и министар трговине кнез Гагарин, адмирал и потпредсједник Адмиралитетског колегијума гроф Кушељев и тајни савјетник Трошчински.